# 镇坪县各级文物保护单位列表
以下为陕西省安康市镇坪县各级文物保护单位列表。

## 陕西省文物保护单位
- 镇坪盐道遗址
- 镇坪南江水电站